# Паксимадья
Паксимадья (грец. Παξιμάδια) — два невеликих незаселених острови, що розташовані в лівійському морі поруч з південним узбережжям острова Крит, в затоці Месара, в 12 кілометрах на південь від Агіа Галіні (Agia Galini) в номі Ретімно. Через близьке розташування один до одного острови розглядаються як один і мають загальну назву.

## Назва
Місцеві жителі іноді називають їх Elephantaki, нібито тому, що формою острови нагадують лежачого у воді слоненяти. В іншому порівнянні, форма островів пов'язується з місцевими ячмінними сухарями — Paximadi.
У давнину Паксимадья були відомі як Dionysioi, в честь бога Діоніса, іLetoai, На честь богині Лето, якій поклонялися в фесті. Згідно критської міфології саме на цих островах (а не на Делосі) Лето народила близнюків Аполлона та Артеміду. За одним з переказів на Паксимадью був засланий Дедал.

## Особливості
Західний острів має площу 1,1 км² і його висота не менше 252 метрів. Східний має площу 0,6 км² і у висоту всього 166 метрів.
Острови Паксимадья відіграють центральну роль в романі Клауса Модіка (нім. Klaus Modick) «Критський гість» (нім. Der kretische Gast) 2003.